# Pepe Bienvenida
Pour les articles homonymes, voir Mejías et Bienvenida.
 José Mejías Jiménez  dit « Pepe Bienvenida », né à Madrid le 7 janvier 1914, mort le 3 mars 1968 à Lima (Pérou), était un matador espagnol. Son année de naissance varie selon les biographes.

## Présentation
Fils du fameux « Papa negro », Manuel Mejías y Rapela « Bienvenida », frère cadet de Manolo Bienvenida, frère aîné de Antonio Bienvenida et Ángel Luis Bienvenida, « Pepe Bienvenida » fait partie d'une dynastie de toreros dont quatre ont marqué l'histoire de la tauromachie.
Très jeune, avec son frère Manolo, il a participé à des becerradas, où il se montrait plus brillant que son aîné. Les aficionados s'accordaient à lui trouver plus de profondeur, tout comme son père, le « Pape Noir » qui s'attendait à le voir « exploser » un jour, et  qui déplorait sa nonchalance.
Le personnage avait beaucoup de charme et il préférait la chasse, la guitare, la campagne et la solitude, ce qui était incompatible avec les exigences du  statut de figura que jamais Pepe n'atteignit, sauf pendant les années 1942 et 1944 où il réussit à se placer en tête de l'escalafón de la seconde catégorie.
Très grand banderillero, il avait aussi l'art de porter l'estocade et une connaissance parfaite des bêtes. Il remporta de grand succès auprès du public mais ne chercha jamais à s'imposer face à ses concurrents, même les moins doués. À partir de 1949, il ne toréa plus beaucoup et il mit fin à sa carrière en 1957 à Ubeda.
En 1968, il est invité à Lima au Pérou où on lui demande de se produire pour une fête de charité. C'est là qu'il meurt d'un infarctus.

## Carrière
- Alternative à Madrid le 5 juillet 1931, parrain Nicanor Villalta qui lui cède le taureau « Majoleto  » de la ganadería Maria Montalvo